# 奇里乞亚亚美尼亚王国
奇里乞亞亞美尼亞王國（亞美尼亞语：Կիլիկիոյ Հայկական Թագաւորութիւն, 转写：Kilikio Haykakan T'agavorout'ioun），是由中世纪中期塞尔柱人入侵亞美尼亞时逃亡的亚美尼亚难民与贵族建立的国家。此王國建立於亞美尼亞高原以外的奇里乞亞，瀕臨東地中海的亚历山大勒塔灣（今土耳其南部的伊斯肯德倫灣）。奇里乞亞於1080-1198年為親王國，直至1198年萊翁二世才登位為首位亞美尼亞國王，此後至1375年奇里乞亞均為王國。
奇里乞亞親王國由魯本一世於1080年創立。該王朝是曾在不同时期担任亚美尼亚、格鲁吉亚国王的巴格拉圖尼王朝的一個分支。最初王國的首都在塔爾索，至1173年遷往西斯。奇里乞亚是欧洲十字军的一個堅實盟友，並視自己為基督教在東方的一个堡壘。因為當時亞美尼亞高原被格魯吉亞、塞爾柱等外族占領，她亦肩負著維護亞美尼亞民族與傳统文化的重任。亚美尼亚的国家教会亚美尼亚使徒教会的领袖卡托利科斯的教座也在这一时期迁至奇里乞亚。
1198年，鲁本王朝君主萊翁二世加冕称王，1226年王位通过联姻转入海屯王朝，之后蒙古大军到来，1240年以后，奇里乞亚亚美尼亚宣布臣服于蒙古，并参与了蒙古人与穆斯林的战争。13-14世纪，十字军诸国与伊儿汗国相继灭亡，奇里乞亚亚美尼亚失去了盟友，面临穆斯林的进攻。1341年海图姆王朝绝嗣，贵族选举来自统治塞浦路斯王国的西欧家族呂西尼昂王朝成员为国王，但这也激起了宗教、文化上的冲突。最后。埃及的马穆鲁克苏丹国于1375年攻占了王国的最后据点，末代国王逃到西欧，在巴黎去世。
奇里乞亚亚美尼亚的社会生活受到与西欧的经济、军事交往影响，其贵族采用了许多西欧文化因素，如骑士生活、西欧服饰、来自法兰西的头衔、名字甚至是语言，王国的社会转变地更接近西欧的封建社会。西欧十字军也部分吸收了亚美尼亚式城堡建造与教堂建筑的知识。奇里乞亚亚美尼亚的经济也很繁荣，其主要港口阿亚斯（亚美尼亚语：Այաս，今尤穆爾塔勒克）成为东西贸易的重要港口。

## 歷史

### 奇里乞亞王國的建立
魯本一世是與巴格拉提德王朝最後一任國王加吉克二世（1042-1045在位）有緊密關係的亞美尼亞王子。在拜占庭皇帝請求下，魯本陪同加吉克二世到君士坦丁堡進行和談。然而，拜占庭強逼加吉克二世割讓巴格拉提德的領土，更把他流放。最後，加吉克二世遭到希臘人刺殺。此後，魯本組織了一支亞美尼亞人軍隊，並反動對抗拜占庭的起義 ，許多亞美尼亞地主、貴族均有參與。因此在1080年，他在奇里乞亞建立亞美尼亞親王國，為日後建立王國打下基礎。魯本一世在1095年死後，他兒子君士坦丁一世繼位，當時奇里乞亞及鄰近還有亞美尼亞親王國。君士坦丁在位時，正值第一次十字軍東征，讓奇里乞亞得到十字軍為強勁的盟友。十字軍協助奇里乞亞抵抗拜占庭和土耳其人，並建立了安條克公國、埃德薩伯國等公十字軍國家。奇里乞亞一直與十字軍各國透過聯姻維持友好的關係。
君士坦丁兒子托羅斯一世於1102年繼位，並在對抗拜占庭、塞爾柱人中成功擴張親王國的領地。他亦將王國的首都從塔爾未索遷至西斯。1112年，刺殺加吉克二世的三個希臘人之城堡被托羅斯攻占，托羅斯得以殺掉三人為加吉克報仇。托羅斯的兄弟萊翁一世於1129年繼位為親王。他將親王國的領地擴至奇里乞亞沿岸平原，並鞏固親王國在奇里乞亞貿易的領導地位。可是在1137年，拜占庭皇帝約翰二世仍視奇里乞亞為拜占庭的領土，並幾乎佔領了奇里乞亞沿岸平原所有城鎮。拜占庭軍捕獲萊翁和其他家庭成員，並囚禁他們於君士坦丁堡。萊翁於3年後死於獄中，他的兒子托羅斯二世則在1141年成功逃回奇里乞亞，並帶領當地反拜占庭的抗爭。最初托羅斯二世成功抵抗拜占庭數次入侵，但1158年，他向拜占庭皇帝曼努埃爾一世效忠。
托羅斯二世的曾孫萊翁二世（一世）於1187年繼位，並向羅姆蘇丹國、阿勒頗和大馬士革的統治者發動戰爭，增加親王國的領土。此時阿尤布王朝蘇丹薩拉丁擊敗耶路撒冷王國，促成第三次十字軍東征。萊翁二世改善了與歐洲人的關係，並在神聖羅馬帝國皇帝腓特烈一世和亨利六世支持下，於1198年把奇里乞亞親王國升格為王國，萊翁二世成為首位國王。
萊翁二世統治下，奇里乞亞王國經濟發展蓬勃，並和西歐发展国际贸易。他與比萨共和国、热那亚共和国和威尼斯共和国签订条约，以給予免稅等優待換取商貿往來。因此不少歐洲商人在阿亞斯（Ayas）、大數、阿達納建立了自己的社會，有著自己的教堂、法庭及商行。1226-1270年，王國由海屯一世所統治。阿亞斯作為王國主要的港口城市，重新蓬勃發展成東西方的貿易中心，成為來自亞洲的香料、絲綢、棉織品、地氈及珍珠，以及來自歐洲的金屬製品和紡織品的集散地。馬可波羅亦於1271年從阿亞斯開始前往中國的旅途。

### 王國與蒙古結盟

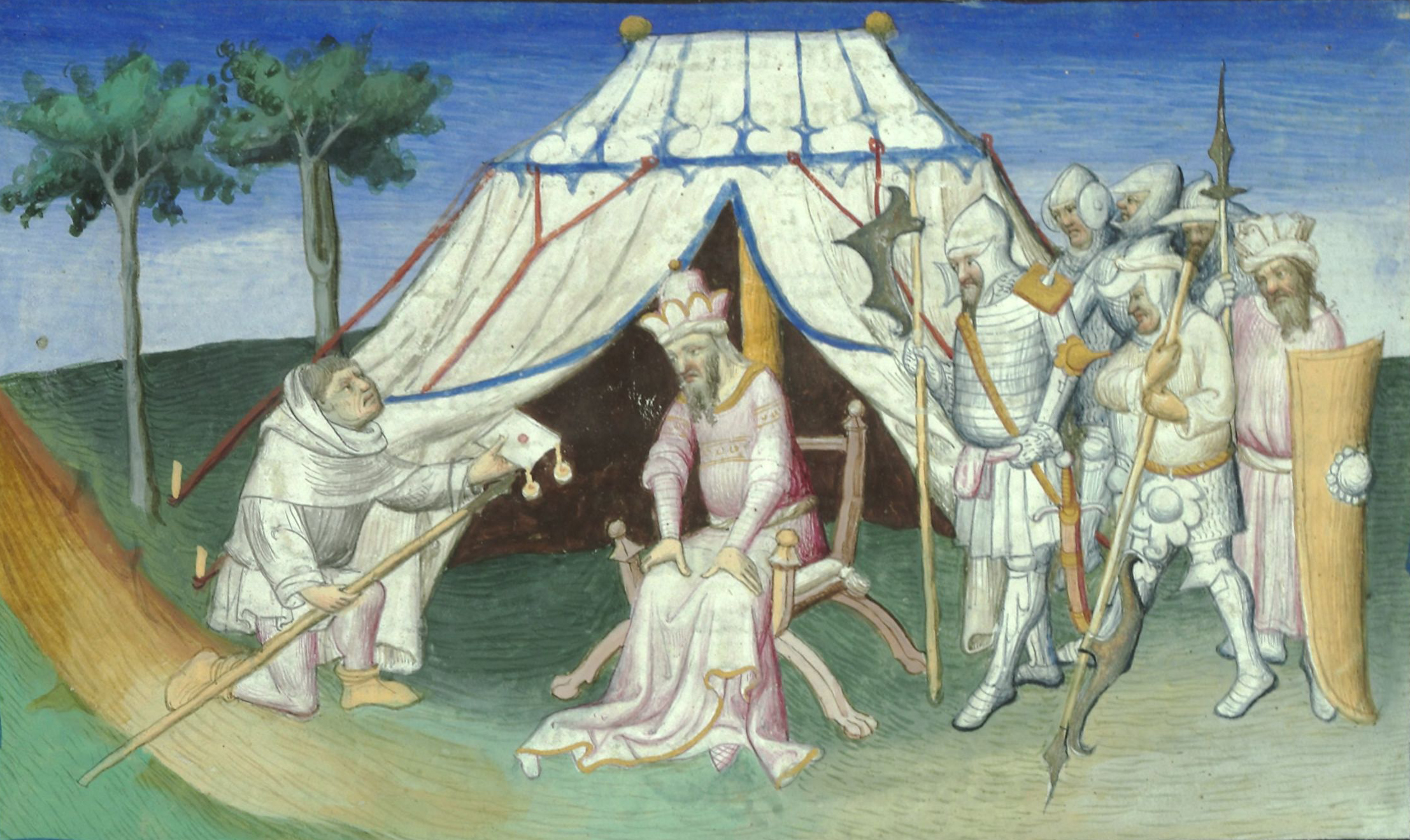
1303年，伊兒汗國大汗合贊指令海屯二世隨同蒙古軍攻打大馬士革

在成吉思汗和窩闊台的帶領下，蒙古人很快把領土擴展至美索不達米亞、敘利亞，並在1243年的克塞山戰役中擊敗塞爾柱人。蒙古帝國的侵略為大亞美尼亞（亞美尼亞高原一帶）造成災難，但奇里乞亞王國立即選擇與蒙古人結盟。時任國王海屯一世於1247年派了他的兄弟森帕德到哈拉和林商議結盟。森帕德於1250年回到奇里乞亞，並得蒙古人保證維持奇里乞亞王國的完整，並承諾會協助王國重奪被塞爾柱人占領的堡壘。1253年，海屯一世親自到哈拉和林覲見新的蒙古帝國大汗蒙哥，並得到蒙古禮待，以及承諾免除蒙古帝國境內所有亞美尼亞教堂和修道院的稅項。他在1256年啟程回奇里乞亞時，到大亞美尼亞，並得到當地的王子、主教和修道院長拜訪。 1259-60年，海屯與他的軍隊在伊兒汗旭烈兀帶領下佔領敘利亞，並攻下阿勒頗和大馬士革。此時，馬木留克正取代阿尤布王朝統治埃及。
1266年，馬木留克拜巴爾開始消滅東地中海岸上各個十字軍國家，並在同年要求海屯一世改為效忠馬木留克、歸還早前攻佔馬木留克後蒙古人給予亞美尼亞的領土。海屯前往伊兒汗國尋求軍事援助，此時馬木留克就開始侵略。在奇里乞亞，只有他的兒子托羅斯和萊翁三世對抗馬木留克。馬木留克軍殺害托羅斯，並俘獲萊翁和數萬亞美尼亞士兵。海屯以大筆贖金和許多城堡贖回萊翁。1268年阿達納東北的地震亦為奇里乞亞帶來嚴重的傷亡和破壞。1269年，海屯退位予兒子萊翁三世。
萊翁三世年年大量進貢予馬木留克，但仍無法阻止馬木留克的入侵。1275年，一隊馬木留克軍隊突然侵略奇里乞亞。他們攻下了塔爾索，燒毀了王宮和市內的聖索非亞教堂，並掠奪國庫。約15000亞美尼亞人民遭到殺害，約1萬人民被俘虜到埃及，港口阿亞斯的亞美尼亞人和法蘭克人人口幾乎全被消滅
。1281年第二次霍姆斯戰役後，由於伊兒汗阿八哈帶領的伊兒汗國與亞美尼亞聯軍潰敗，奇里乞亞被逼與馬木留克簽訂條件苛刻的十年和約。奇里乞亞被逼割讓許多城堡予馬木留克、禁止重建防禦工事，並需每年進貢100萬迪拉姆予馬木留克。
1299年夏，海屯一世的曾孫海屯二世，在馬木留克的威脅下，要求伊兒汗合贊支援亞美尼亞。伊兒汗国進軍敘利亞，並邀請塞浦路斯的法蘭克人一同進攻馬木留克。蒙古人攻佔阿勒頗，並於1299年12月擊敗馬木留克。可是蒙古軍隨後就撤退，馬木留克於1300年5月重新進佔敘利亞。1303年，伊兒汗國與亞美尼亞重新率約8萬人的大軍進攻敘利亞，但在3月30日在霍姆斯戰敗，並最終再於4月21日在大馬士革以南被馬木留克擊敗。這是蒙古人最後一次入侵敘利亞。
海屯二世隨後退位予他16歲的侄子萊翁四世，並成為方濟各會的僧侶。可是，他協助萊翁抵禦奇里乞亞，成功擊敗馬木留克。1307年，海屯和萊翁在奇里乞亞中部的一個營帳內接見蒙古代表，剛轉奉伊斯蘭教的蒙古代表把亞美尼亞人全批殺害。海屯的弟弟奧辛隨即率軍擊敗並驅逐蒙古代表，伊兒汗完者都在亞美尼亞人請求下處決蒙古代表的領袖。奧辛在返回塔爾索途中繼位為奇里乞亞國王
。

### 王國滅亡與居住奇里乞亞的亞美尼亞人

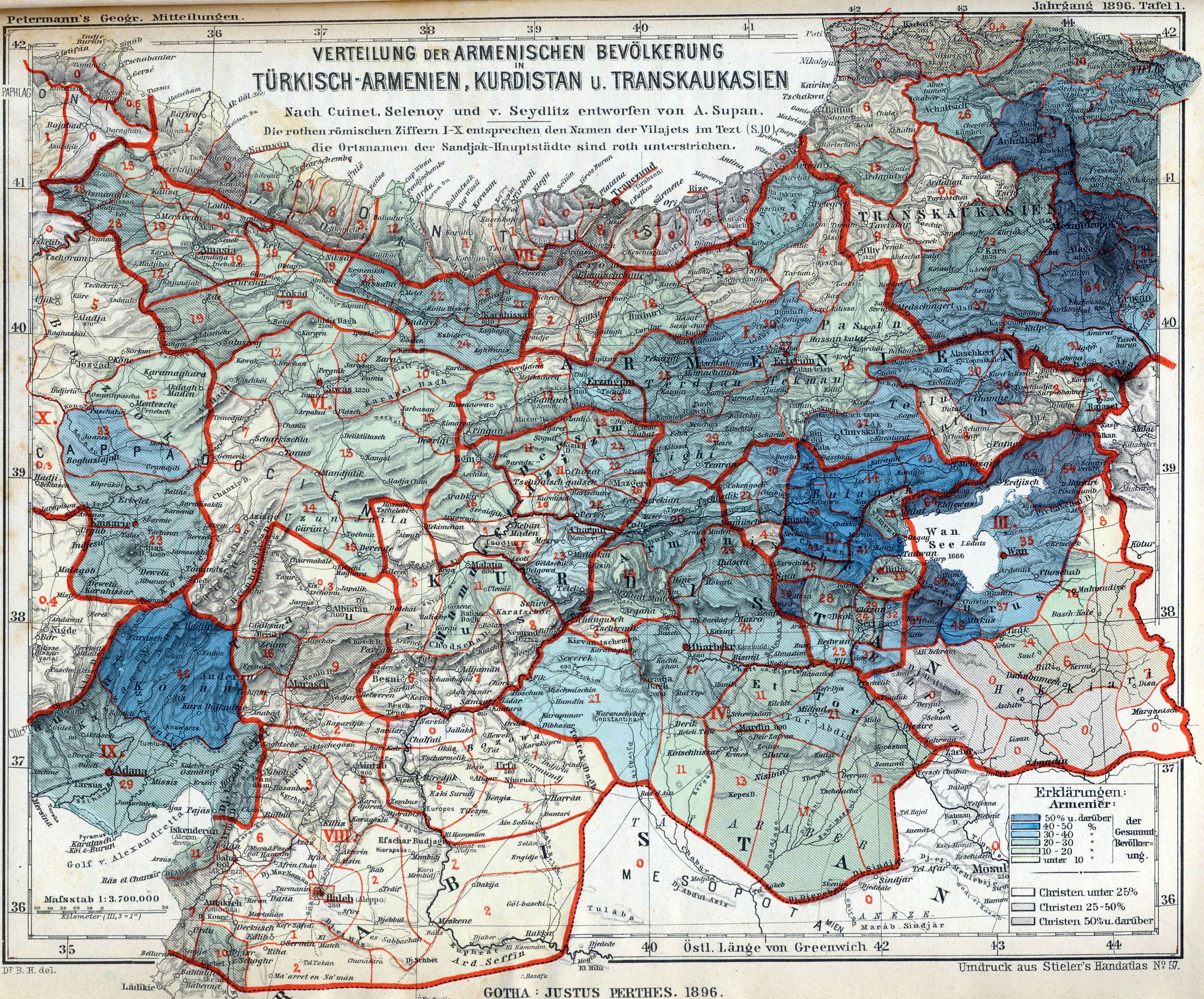
1896年（亞美尼亞大屠殺前），仍有相當比重的亞美尼亞人居於阿達納行省（尤其在科贊附近）(左下深藍位置)

1335年，伊兒汗國分裂並解体滅亡，奇里乞亞失去了一個強大的盟友。1337年，馬木留克再入侵奇里乞亞，並攻占港口阿亞斯。當時在位的國王萊翁五世（四世）（奧辛兒子，1320-1341在位）被迫接受侮辱性的和約，賠款和放棄領土，並保證不尋求西方援助。1341年，萊翁五世被殺，軍隊選出康斯坦丁四世（二世）被為國王，為奇里乞亞首位法蘭克人國王。王國最後的國王均為法蘭克人，並嘗試在奇里乞亞推廣羅馬天主教和西歐的生活方式。亞美尼亞貴族大致接受改革，但當地農民則拒絕，引致奇里乞亞社會騷亂不止。康斯坦丁六世（1362-1373在位）與塞浦路斯王國的彼得一世結盟，但這亦沒法阻擋馬木留克消滅奇里乞亞王國。
1374年，馬木留克攻陷首都西斯，並於1375年，攻陷最後的國王萊翁六世（五世）逃匿的城堡，王國滅亡。萊翁六世隨後得以流亡到西歐，並於1393年死於巴黎。雖然奇里乞亞已被侵占，但馬木留克無法有效管治當地。此後有不少土耳其部落遷居至奇里乞亞，引致帖木兒佔領當地。因此，約有3萬富裕的亞美尼亞人移居塞浦路斯。塞浦路斯王國一直統治當地至1489年。許多亞美尼亞商人亦逃至歐洲，加入法國、意大利、荷蘭、波蘭和西班牙的亞美尼亞人社會。
16世紀，奇里乞亞成為鄂圖曼帝國的領土，並在17世紀歸入阿達納行省。直至19世紀，奇里乞亞仍有不少人口為亞美尼亞人。1909年4月，針對奇里乞亞亞美尼亞人的大屠殺在阿達納發生，約2-3萬亞美尼亞人死亡。隨著第一次世界大战時1915年起鄂圖曼帝國對境內亞美尼亞人的迫害，剩下的亞美尼亞人已流散至世界各處。魯本王朝時使用的國徽上，所標示的獅子今日仍出現在亞美尼亞國徽盾牌的右下角，代表著奇里乞亞亞美尼亞王國。

## 圖片

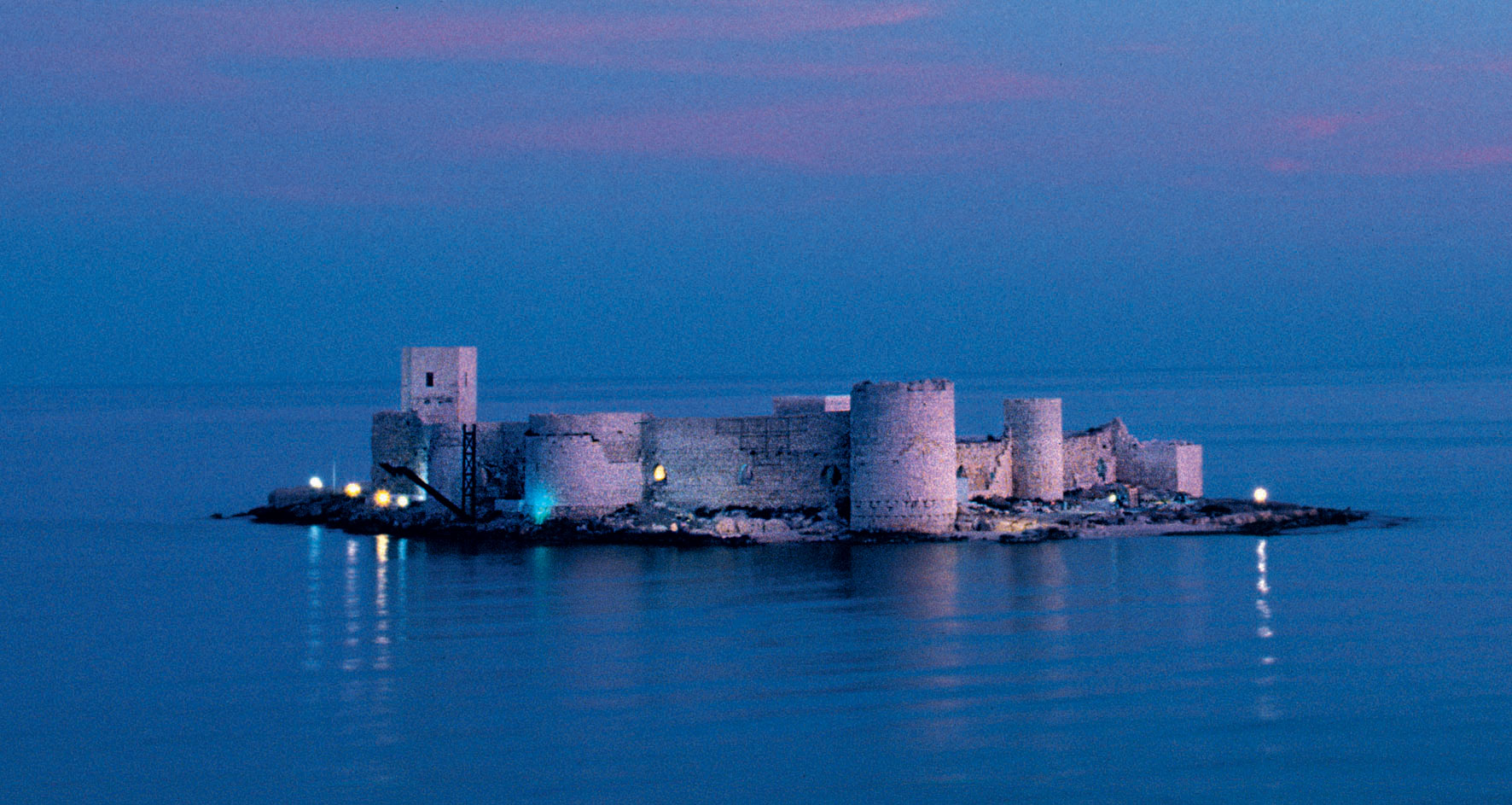
奇里乞亞王國13世紀於今埃爾代姆利以西海面的島上建造的城堡
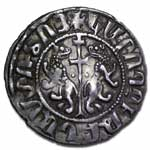
奇里乞亞王國鑄造的錢幣
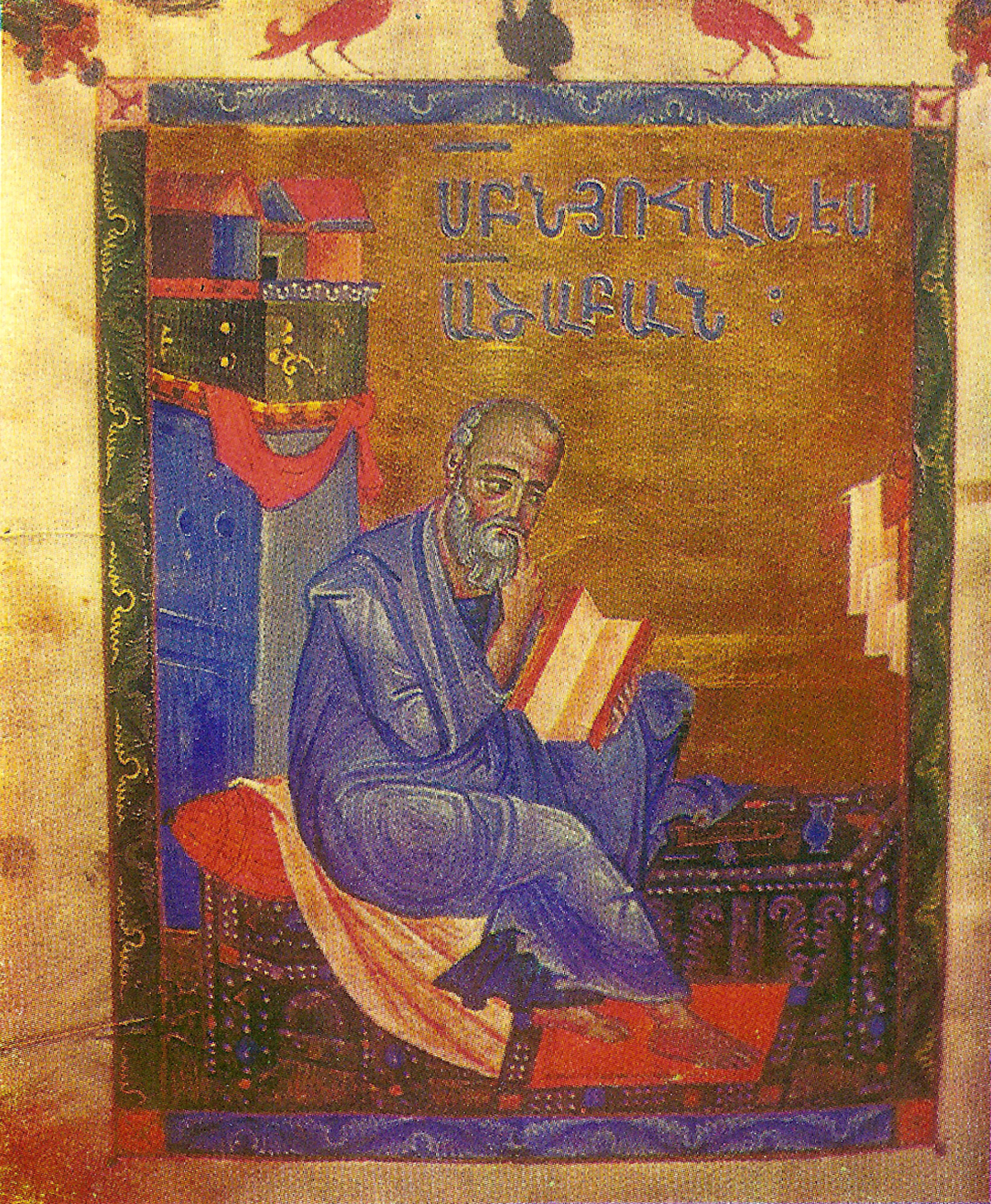
有關約翰 (使徒)的泥金裝飾手抄本，於1268年由奇里乞亞亞美尼亞人製成
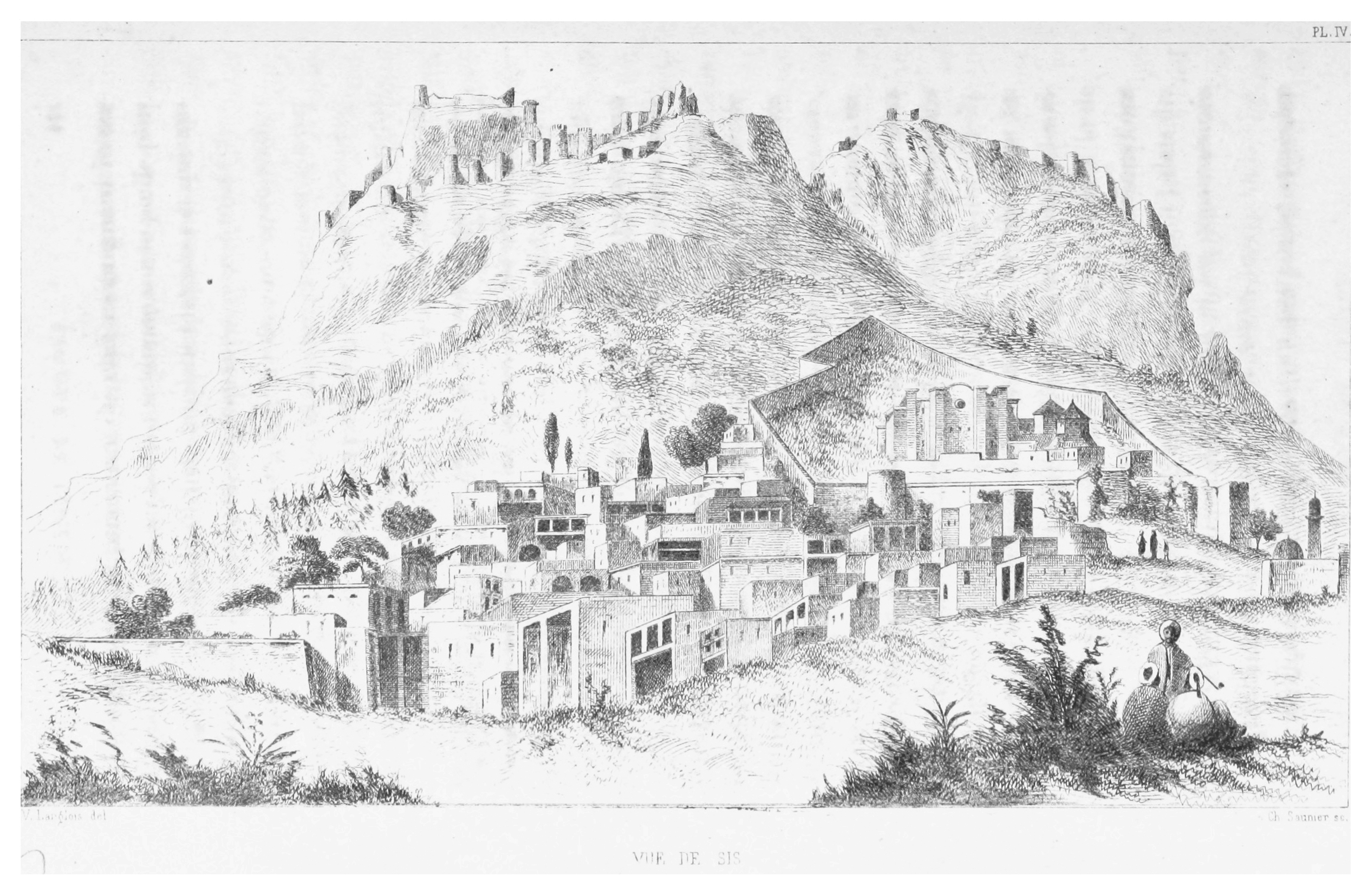
1855年時的西斯遺址
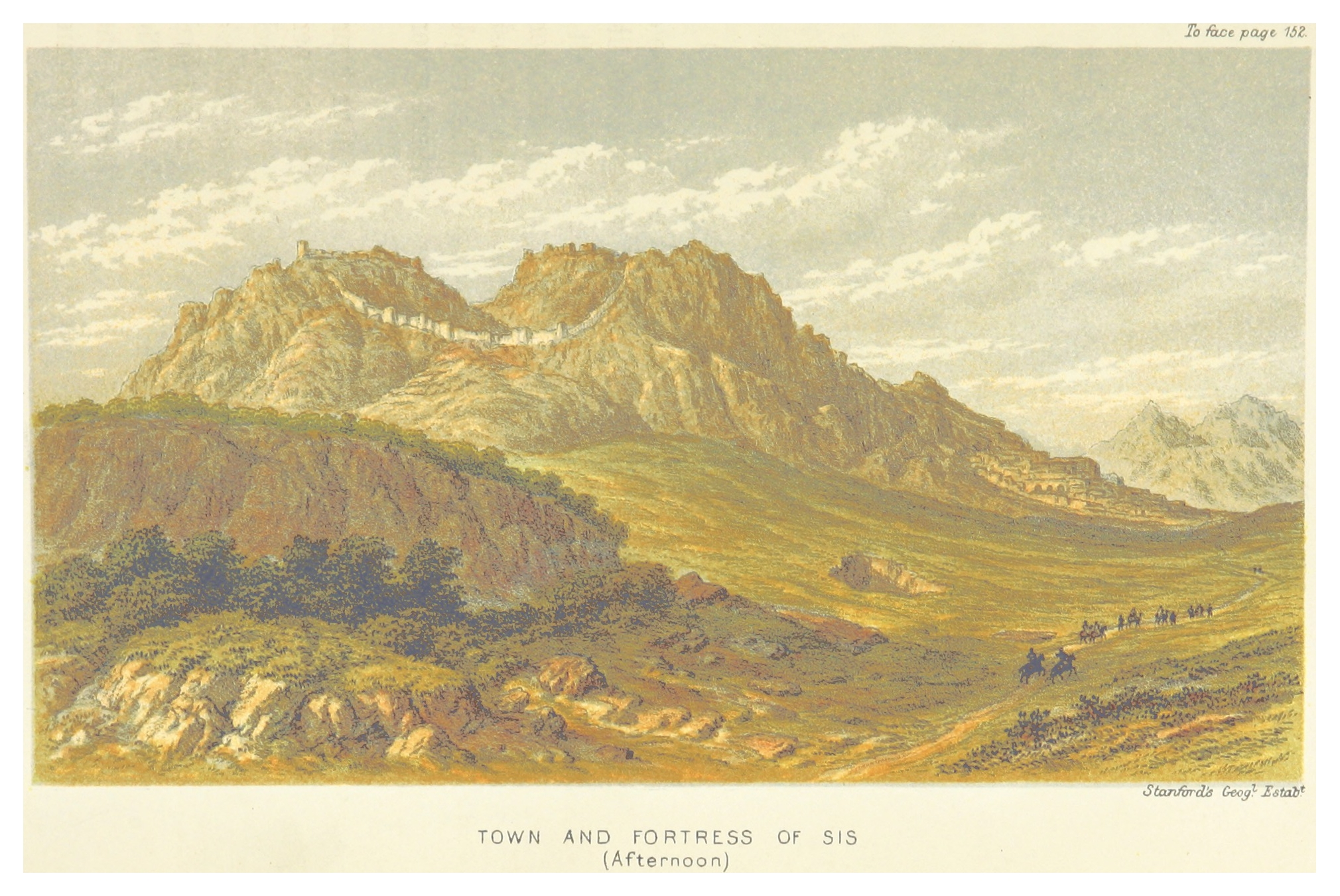
約1875年時西斯的遺址與周邊

## 延伸阅读
- （亞美尼亞文） Poghosyan, S.; Katvalyan, M.; Grigoryan, G. et al. «Կիլիկյան [sic] Հայաստան» (Cilician Armenia) Armenian Soviet Encyclopedia. vol. v. Yerevan: Armenian Academy of Sciences, 1979, pp. 406–428.
- Boase, T. S. R. . Edinburgh: Scottish Academic Press. 1978. ISBN 0-7073-0145-9.

- Ghazarian, Jacob G. . Routledge. 2000: 256. ISBN 0-7007-1418-9.

- Hovannisian, Richard G. and Simon Payaslian (eds.) Armenian Cilicia. UCLA Armenian History and Culture Series: Historic Armenian Cities and Provinces, 7. Costa Mesa, CA: Mazda Publishers, 2008.
- Luisetto, Frédéric. . Geuthner. 2007: 262. ISBN 978-2-7053-3791-9.

- Mahé, Annie; Mahé, Jean-Pierre. L'Arménie à l'épreuve des siècles, coll. « Découvertes Gallimard / Histoire » (nº 464), Paris: Gallimard, 2005, ISBN 978-2-07-031409-6